# Distrikt Virundo
Der Distrikt Virundo liegt in der Provinz Grau in der Region Apurímac im zentralen Süden von Peru. Der Distrikt wurde am 12. Juni 1985 gegründet. Er erstreckt sich über eine Fläche von 114 km². Beim Zensus 2017 wurden 705 Einwohner gezählt. Im Jahr 1993 lag die Einwohnerzahl bei 713, im Jahr 2007 bei 998. Die Distriktverwaltung befindet sich in der 3845 m hoch gelegenen Ortschaft San Juan de Virundo (oder kurz: Virundo) mit 648 Einwohnern (Stand 2017). San Juan de Virundo liegt 16 km südsüdöstlich der Provinzhauptstadt Chuquibambilla.

## Geographische Lage
Der Distrikt Virundo liegt im Andenhochland im äußersten Süden der Provinz Grau. Das Areal wird nach Norden zum Río Vilcabamba entwässert.
Der Distrikt Virundo grenzt im Nordwesten und im Norden an den Distrikt Pataypampa, im Nordosten an den Distrikt Turpay, im Südosten an den Distrikt Oropesa (Provinz Antabamba) sowie im Südwesten an den Distrikt Huaquirca (ebenfalls in der Provinz Antabamba).